# Kosovia
Kosovia is een geslacht van uitgestorven weekdieren uit de klasse van de Gastropoda (slakken).

## Soorten
- Kosovia bouei Pavlović, 1931 †
- Kosovia matejici Pavlović, 1931 †
- Kosovia ornata Pavlović, 1931 †
- Kosovia pavlovici Atanacković, 1959 †
- Kosovia stevanovici Atanacković, 1959 †
- Kosovia striata Milošević, 1978 †